# Iglesia de San José dei Falegnami
La iglesia de San José dei Falegnami (en italiano, Chiesa di San Giuseppe dei Falegnami, esto es, «San José de los Carpinteros») es una iglesia católica ubicada en el Foro en Roma, Italia. 

## Historia
Está situada en el Foro Romano, en el actual rione de Campitelli. La iglesia data de 1540, cuando la Congregación de los Carpinteros había alquilado la anterior iglesia de San Pietro in Carcere que se encontraba sobre el Tullianum (igualmente llamada cárcel Mamertina). La leyenda considera que es la cárcel en la que san Pedro y san Pablo estuvieron presos.
Se empezó a trabajar en la nueva iglesia en el año 1597 dedicándola al santo patrono de los carpinteros, San José, la primera que se le dedicó en Roma. El arquitecto inicial fue Giacomo della Porta. Se siguió con la obra después de 1602 con la dirección de Giovanni Battista Montano, quien diseñó la fachada y a su muerte (1621) continuó su alumno Giovanni Battista Soria. La iglesia se terminó en 1663 por Antonio Del Grande. La iglesia fue restaurada en 1886 con la construcción de un nuevo ábside.
En los años treinta, la fachada fue alzada sobre el suelo para permitir acceso directo a la prisión inferior. El interior tiene una nave con dos capillas laterales, que fueron decoradas en el siglo XIX. Entre las pinturas hay una Natividad (1651) de Carlo Maratta. Junto a la iglesia hay un oratorio, con un techo de madera, y la capilla del Crucifijo, del siglo XVI, colocada entre el suelo de la iglesia y el techo bajo la cárcel Mamertina.
El 18 de febrero de 2012 se convirtió en una iglesia titular recibiendo su primer cardenal diácono.